# Le faremo tanto male
Le faremo tanto male è un film italiano del 1998 diretto da Pino Quartullo.

## Trama
I due fratelli Ruggero e Marco sono entrambi amanti degli animali. Ruggero è un benzinaio, un dongiovanni. Marco è un guardia-parco molto serio, che vive un rapporto critico con Monica. I due fratelli, nel tentativo di far chiudere una televendita di pellicce, rapiscono la conduttrice Federica Birki. Dopo appassionanti avventure i tre si alleano contro il produttore della televendita, che ha immediatamente sostituito la Birki con una nuova conduttrice. Federica, Ruggero e Marco riescono a incastrare il produttore Mantovani e collaborano per una nuova trasmissione in difesa degli animali con l'aiuto del padre dei due fratelli e di Monica.